# Les Wampas
Les Wampas são uma banda de punk rock francês. eles se auto-denominam como «Yéyé-punk». Formado em 1983 em Paris, o grupo é liderado pelo seu vocalista, Didier Wampas. Atualmente, o grupo é formado por Jean-Mi Lejoux (baixo, ex-Satellites), Jo Dahan (guitarra, ex-Mano Negra), Niko Wampa, bateria) e Phil Almosnino (guitarra).
Les Wampas são conhecidos pelos textos humorísticos de Didier Wampas, que os canta com uma voz voluntariamente falsa. No palco, Didier Wampa, cheio energia, Didier não hesita em subir numa cadeira e deixar o público carregar. toda a sua conexão com o público foi referida na canção «Kiss» (do disco Kiss, de 2000).
Em 2004 o grupo foi selecionado para o prêmio «Victoires de la musique 2004» na categoria «Grupo/Artista revelação do ano». A nomeação não surpreendeu, pois o grupo já tinha uma carreira de mais de 20 anos.

## Integrantes
- Didier Wampas (Didier Chapedelaine) – vocal
- Jean-Mi – baixo
- Jo Dahan – guitarra
- Niko – bateria
- Phil Almosnino – guitarra

## Discografaa
- Tutti frutti (1986).
- Chauds, sales et humides (1988)
- ... Vous aiment (1990)
- Simple et tendre (1993)
- Trop précieux (1996)
- Chicoutimi (1998)
- Kiss (2000)
- Never trust a guy who after having been a punk, is now playing electro (2003)
- Rock'n'Roll Part 9 (2006)
- Les Wampas sont la preuve que Dieu existe (2009)